# Powiat Schwarzwald-Baar
Powiat Schwarzwald-Baar (niem. Schwarzwald-Baar-Kreis) – powiat w Niemczech, w  kraju związkowym Badenia-Wirtembergia, w rejencji Fryburg, w regionie Schwarzwald-Baar-Heuberg. Stolicą powiatu jest miasto Villingen-Schwenningen.
Sąsiaduje z powiatami: Rottweil, Tuttlingen, Konstancja, Waldshut, Breisgau-Hochschwarzwald. Na południu graniczy ze Szwajcarią.

## Historia
Powiat Schwarzwald-Baar powstał w wyniku reformy podziału administracyjnego z dnia 1 stycznia 1973 przez połączenia powiatów Donaueschingen i Villingen oraz kilku miejscowości z powiatów Rottweil, Tuttlingen i Hochschwarzwald. 1 stycznia 1972 badeńskie miasto Villingen i wirtemberskie miasto Schwenningen am Neckar zostały połączone w jedno miasto Villingen-Schwenningen, które po reformie zostało stolicą powiatu.

## Podział administracyjny
W skład powiatu Schwarzwald-Baar wchodzi:
- dziesięć gmin miejskich (Stadt)
- dziesięć gmin wiejskich (Gemeinde)
- dwie wspólnoty administracyjne (Vereinbarte Verwaltungsgemeinschaft)
- dwa związki gmin (Gemeindeverwaltungsverband)

Miasta:
| Lp. | Nazwa miasta               | Ludność (31.12.2010) | Powierzchnia km² |
| --- | -------------------------- | -------------------- | ---------------- |
| 1   | Bad Dürrheim               | 12912                | 62,09            |
| 2   | Blumberg                   | 10138                | 98,68            |
| 3   | Bräunlingen                | 5969                 | 62,10            |
| 4   | Donaueschingen             | 21128                | 104,63           |
| 5   | Furtwangen im Schwarzwald  | 9249                 | 82,57            |
| 6   | Hüfingen                   | 7722                 | 58,53            |
| 7   | St. Georgen im Schwarzwald | 13014                | 59,85            |
| 8   | Triberg im Schwarzwald     | 4790                 | 33,32            |
| 9   | Villingen-Schwenningen     | 81022                | 165,47           |
| 10  | Vöhrenbach                 | 3805                 | 70,47            |

Gminy wiejskie:
| Lp. | Nazwa gminy               | Ludność (31.12.2010) | Powierzchnia km² |
| --- | ------------------------- | -------------------- | ---------------- |
| 1   | Brigachtal                | 5095                 | 22,80            |
| 2   | Dauchingen                | 3671                 | 10,04            |
| 3   | Gütenbach                 | 1193                 | 18,49            |
| 4   | Königsfeld im Schwarzwald | 5995                 | 40,24            |
| 5   | Mönchweiler               | 3081                 | 9,60             |
| 6   | Niedereschach             | 5888                 | 33,07            |
| 7   | Schonach im Schwarzwald   | 3889                 | 36,71            |
| 8   | Schönwald im Schwarzwald  | 2389                 | 27,81            |
| 9   | Tuningen                  | 2863                 | 15,59            |
| 10  | Unterkirnach              | 2722                 | 13,17            |

Wspólnoty administracyjne:
| Lp. | Nazwa wspólnoty administracyjnej | Ludność (31.12.2010) | Powierzchnia km² | Liczba gmin |
| --- | -------------------------------- | -------------------- | ---------------- | ----------- |
| 1   | Furtwangen                       | 10442                | 101,06           | 2           |
| 2   | Villingen-Schwenningen           | 104342               | 110,23           | 7           |

Związki gmin:
| Lp. | Nazwa związku gmin | Ludność (31.12.2010) | Powierzchnia km² | Liczba gmin |
| --- | ------------------ | -------------------- | ---------------- | ----------- |
| 1   | Donaueschingen     | 34819                | 225,26           | 3           |
| 2   | Raumschaft Triberg | 11068                | 97,04            | 3           |